# キスマイBUSAIKU!?
『キスマイBUSAIKU!?』（キスマイ ブサイク!?、略称：キスブサ）は、フジテレビ系列で2013年4月22日から2023年9月29日まで放送されていたバラエティ番組であり、Kis-My-Ft2の冠番組。2017年10月6日より、『キスマイ超BUSAIKU!?』（キスマイ スーパー ブサイク!?）と改題して、毎週金曜日0:25 - 0:55に放送されていた。

## 概要
Googleなどの検索エンジンに「Kis-My-Ft2」と入力し、空白を開けると、｢ブサイク｣などKis-My-Ft2に関連性のあるワードとして上に出てきてしまい、「キスマイってブサイクじゃない？」というネット上での陰口を発端に、Kis－My－Ft2メンバーが、「誰もが認める“真のカッコイイ男”になってやろうじゃないか！」と一念発起して“脱ブサイク”を目指すバラエティー番組。それぞれがセルフプロデュースしたVTRを一般女性に見せ、その評価コメントとともにVTRを放送し、ランク付けする形式。
2012年から5回に渡り特別番組として放送。好評につき2013年4月22日未明（21日深夜）からSUナイト枠でレギュラー化された。

2013年10月5日（土曜日）23:30 - 翌0:15（JST、以下略、23:30 - 24:15）には拡大スペシャルが放送され、サプライズゲストとして中居正広が登場。「総集編ではなく通常のランキングを実施」「土曜23時からのスペシャル」ということを伏せて収録された。また、シングルのソロパートがない千賀・横尾・宮田・二階堂のために中居の作詞作曲でシングル曲を作ることが決定し、11月18日（月曜日）0:25 - 0:52（17日〈日曜日〉深夜）の放送で4人は舞祭組として「棚からぼたもち」を披露した。
2014年4月4日より金曜日0:10 - 0:35（木曜日深夜、第8地区エリア1）の放送となる。放送時間は2分短縮になるが、全国放送に昇格する 。
2014年7月26日・27日放送の『武器はテレビ。SMAP×FNS 27時間テレビ』のコーナーとして、特別編「スマップBUSAIKU!?」が27日早朝に生放送された。なお、オープニングとして舞祭組が「てぃーてぃーてぃーてれって てれてぃてぃてぃ 〜だれのケツ〜」を生披露した。
2015年4月6日より月曜23:00 - 23:30（『COOL TV』枠）へ移動。これにより2016年末まで、直前に放送された『SMAP×SMAP』からジャニーズ事務所所属グループの冠番組が連続して放送されていた。
2016年4月11日は、22:30 - 23:54に、『キスマイBUSAIKU!? 芸能人モテ技大公開SP』と題して、番組初のプライムタイムでの放送及び1時間半の拡大版を放送された。
2016年7月23日・24日放送の『FNS27時間テレビフェスティバル!』のMCリレーメンバーにKis-My-Ft2が選ばれ、24日の4:00頃から番組内で『いただきハイジャンプ』と『キスマイBUSAIKU!?』コラボコーナーが、「いただきハイジャンプ×キスマイBUSAIKU!? 超合体フェス」と題して放送された。これがHey! Say! JUMPとKis-My-Ft2のバラエティ番組初共演となった。
2017年10月からより過激なテーマに挑戦する『キスマイ超BUSAIKU!?』（キスマイ スーパー ブサイク!?）に改題したうえ、金曜0:25 - 0:55（木曜深夜）に移動。ローカル枠へ出戻りとなった。枠移動後初回は0:25 - 1:25に1時間SPとして放送された。
2019年1月3日（木曜日）21:19 - 23:49で、『キスマイ超BUSAIKU!? 新春2時間半SP』と題した正月特別番組を番組初のゴールデンタイムでの放送及び2時間半の拡大版で放送。
2019年2月28日放送分からはセットの配置がリニューアルされた他、一般客を入れての公開収録が開始された。しかし、新型コロナウイルス感染拡大を受けて、2020年4月30日放送分からは公開収録を中止し、再び無観客での収録に戻った。同日からは佐野がスタジオに出演せず、天の声形式での進行に変更された。
2019年7月1日（月曜日）21:00 - 23:28で、『キスマイ超BUSAIKU!? スゴ技隠し芸を超豪華女優にお披露目SP』と題して、半年ぶりとなるゴールデンタイムでの2時間半の拡大版を放送。なお、月曜日での放送は、かつてのレギュラー枠の月曜23時枠での放送終了以来、約1年9ヶ月ぶりとなる。
2020年9月10日放送分からはKis-My-Ft2メンバーとゲスト審査員を務める女性芸能人3人との間に新型コロナウイルス感染拡大防止策を講じながら、アクリル板を設置した上でスタジオ収録が再開された。
2023年1月5日～26日放送分のみ新型コロナウイルス感染拡大防止策で、Kis-My-Ft2メンバーの席が前後2列から1列に、ゲスト審査員を務める女性芸能人が3人から2人に変更された。
2023年2月9日放送分から、佐野のスタジオ出演が復活した。ただし、それ以降の回でも企画内容によっては天の声での出演になっている。
2023年7月20日放送回の最後にメンバー7人が横並びで登場し、9月末をもっての放送終了及び8月末には現在の形での放送を終了することが玉森の口から、9月中は北山を除いた6人による新企画が「キスマイ超BUSAIKU!?特別編」として行われることがナレーションで発表されたが、同年8月をもって北山が脱退する事には触れられなかった。
発表通り放送された8月31日の「キスマイ超BUSAIKU!?最終回」では、冒頭にデビュー曲「Everybody Go」を披露、その後はメンバー7人のトークのみで番組が進行され、最後は7人時代最後となる曲「ともに」を披露した後、視聴者からのメッセージカードが一面に貼られた部屋を眺めた。終了間際の提供テロップの背景は番組初期のメンバー集合写真から末期の集合写真に移り変わる演出だった。
9月は、女性ゲストの恋愛に関する占いやその結果をメンバー主演でドラマ化する「キスマイフォーチュンドラマ」、メンバーそれぞれが様々な場所へ出向き、6人での再スタートを切るに当たって、人生の先輩から"金言"を貰う「キスマイライフ」がそれぞれ前後編に分けて放送された。

## コーナー

### キスマイBUSAIKUランキング
当番組のメインコーナー。2019年2月28日放送分からは「超BUSAIKUランキング オンナはそういうのが一番キライ」として放送（以下、「超BUSAIKUランキング」）。
キスマイメンバーがテーマにそって自分がカッコイイと思う振る舞いを演じる。相手役として「マイコ」が助演を行う。撮影方法やセリフ、音楽など演出に関しては全て各自に委ねられる。
その映像を正当性維持のため「キスマイのファンではない一般女性（主に20～30代）」に見せ、審査・ランク付けしてもらう。それぞれの映像内には審査した一般女性の賞賛や批判のコメントも表示される。また、料理の課題の際には栄養士から栄養面や衛生面での評価も行われる。同点時のランクは3位以上は上位、4位以下は下位となる（2位が2人の場合は両者2位、6位が2人の場合は両者7位となる）。
初期はスタジオ収録の時点で順位が確定していたが、「超BUSAIKUランキング」以降は、VTRを流した後、一般女性70人×1点＋スタジオでの芸能人審査員3人×10点合計100点満点で採点する暫定制になった。
2019年10月10日放送分までは、最下位の「ブサイク」を取るとそのメンバーの名札に「ブ」と書かれたマークが1回につき1つ付けられていた。マークは2013年7月14日放送分（頂上決戦後）、2014年4月3日（全国放送開始）放送分など、時期に応じてそれぞれリセットされた。
2016年6月6日放送分 - 2017年8月28日放送分ではキスマイメンバーを3～4人選抜し男性ゲストと対決する形式でとられる回が不定期で実施された。
2017年10月5日放送分 （『超BUSAIKU!?』開始後）-2018年4月19日放送分まではゲストがテーマごとにキスマイメンバーを5人選抜する制度だった。
パイロット版ではシャワーの浴び方などの佇まいも出題されたが、レギュラー化以降は主に恋愛に関するシチュエーションが中心となっている。2017年10月5日放送分 （『超BUSAIKU!?』開始後）- 2019年2月14日放送分は視聴者からの投稿制だった。2019年2月28日放送分 （「超BUSAIKUランキング」開始後） - 2022年5月19日放送分は「女心がわからない」と嘆く男性たちが抱える恋愛にまつわる「難問」が出題された。2022年5月26日放送分以降は、さまざまシチュエーションにおいてメンバー自らがそのVTRの全てをプロデュースする「キスマイが主演・脚本シリーズ」となり、1つのVTRの時間が長くなり、ランキング確定までに3～4週を要していた。
初期はフロントメンバー（藤ヶ谷・玉森・北山）が上位、舞祭組（千賀・横尾・宮田・二階堂）が下位になることが多かったが、のちにテーマによってメンバーには得意分野・不得意分野が顕在化しランキングは回により大きく変動している。藤ヶ谷は2018年2月15日放送分のキスブサトレンドバトルまで1度も最下位になっていなかったが、翌2019年に「超BUSAIKUランキング」移行後は辛口評価でランキングを決めるルールであることから稀に最下位になっている。玉森は上位も多いが、スポーツ系が不得意としており最下位にランクされることが多い。北山はチャラチャラ系や女子会系を得意とし、昭和系などを苦手としている。千賀・横尾は舞祭組でありつつも上位に入る頻度が多く、千賀がスイーツ系、横尾は料理系を得意としている。宮田と二階堂は1位を獲得した回数が少なく、1位と最下位が残った時点で宮田と二階堂が呼ばれていないケースは過去に3回(無印時代に1回、超時代に2回)しかない。ちなみに、3回とも宮田が1位を獲得している。二階堂はジャンルを問わず最下位が多いが、車の運転技術やスゴ技を問うテーマでは他を圧倒して上位の評価を受けている。

#### 特殊なルール
プレゼント対決
誕生日を迎える女性ゲストに指定された金額以内でプレゼントを購入。詳細を知らせぬままゲストに全て渡し、貰って嬉しいと思った順からランキングする。
芸能人デート対決
女性芸能人と特定のレジャー施設内でデートを行う。ランキングは女性芸能人の独断で決定するが、VTRにはその映像を見た一般女性のコメントも表示される。
Myフェチランキング
ゲストが最もフェチだと感じるものやこだわりを持つものをテーマに、キスマイメンバーをランキング付けする。このランキングでは最下位になっても「ブ」マークはつけられない。
中では余りにも題意から逸れ、評価に値しない回答だったために複数が最下位となったり、可も不可も無いと判断され複数が2位（いずれも過去最高5人）などの場合もある。ゲストの個人的嗜好が強く出るため難易度が高く、先述の藤ヶ谷を初めとしたいわゆるフロントメンバーが下位争いをすることもあり、舞祭組のメンバーが上位に躍進することも多々あるなど波乱が多いコーナーである。なお、このコーナーで最下位になっても「ブ」マークは付かない。
抜き打ち対応力チェック
キスマイメンバーが何も知らされず、マイコ役の女性にとっさの対応をする抜き打ち企画。この回でのキスマイBUSAIKUランキングのテーマ名も「キスブサ抜き打ちランキング」となる。
キスブサトレンドバトル
キスマイメンバーが有名店でトレンドを学び、オリジナル商品を作って一般女性100人が審査してランキングする。キスマイメンバーが有名店でトレンドを学ぶところをVTRで流れる都合上、キスマイメンバーが3～4人選抜される。2018年2月15日放送分では、後述の覆面バトルの要領で審査され、1位最多獲得者の藤ヶ谷が初めて最下位のBUSAIKUになった。
覆面バトル
超BUSAIKU!?に登場したキスブサトレンドバトルの派生企画。基本的なルールはトレンドバトルと同じだが、唯一の相違点は審査してランク付けするか、売り上げでランクするかである。作った人の名前を伏せて商品にだしその売り上げ数を競う。
キスブサクッキングレース
キスマイBUSAIKUランキングの料理部門をリニューアルした企画。ゲストが選んだ食材を使ってキュン要素を交えながら料理をする。キスマイメンバー4人選抜され、ゲストが食べやすさとキュン要素でランキングを作成する。
本気で考えるシリーズ
キスマイメンバー５人選抜され、すぐには答えが出ないテーマに１週間じっくり考え超本気の答えを導く企画。
映画やドラマでよく見るシリーズ
キスマイメンバー５人選抜され、映画やドラマでよく見るシーンの主人公となりカッコいい対応に挑戦する。なおこのシリーズは、今まで行ってきた恋愛をテーマとしていない。
ゲストと対決
その分野が得意な男性芸能人1～2人をゲストに迎え、キスマイ7人（選抜形式では3～4人選抜する）と同様に対決に加わる。このルールでは上位過半数（5人参加の場合は3人、9人参加の場合は5人まで）を「カッコイイ」、下位半数を「ブサイク」とする。また、参加人数が多い場合はブサイクゾーンの映像はダイジェストにされたりVTRがちょっと短めになってしまう。
スペシャルでの対決
フロントVS舞祭組対決
2014年の新春スペシャルでのルール。上位常連のフロントメンバー（北山・玉森・藤ヶ谷）と下位常連の舞祭組（千賀・横尾・宮田・二階堂）による団体戦。通常のキスマイBUSAIKUランキング3本とMyフェチランキングで対決。カッコイイ以上のベスト3に入ればそれぞれの陣営に得点（1位 3点、2位 2点、3位 1点）が加算され、合計得点で競う。ただし、ハンデとしてフロントチームは1人でもベスト3に入れない（舞祭組に得点を許す）場合は-3点となる。
即興シチュエーション対応対決
『武器はテレビ。 SMAP×FNS 27時間テレビ』と2015年の新春スペシャルで実施。キスマイ7人に加えゲスト（FNS27時間テレビではSMAP5人、新春SPでは草彅剛・大杉漣・ユースケ・サンタマリアの3人）を加えた対決。抽選で決められた順に、チャレンジ前に決められたシチュエーション等での振る舞いを行う。
審査はゲスト審査員（27時間テレビでは1人10点×2人、新春SPでは1人5点×4人）と観客80人（1人持ち点1点）による100点満点で評価。その合計点によってランク付けされる。
| 順位 | FNS27時間テレビ （12人） | 新春SP （10人）    |
| ---- | ------------------------ | ------------------ |
| 1位  | チョーカッコイイ         | チョーカッコイイ   |
| 2位  | ケッコウカッコイイ       | ケッコウカッコイイ |
| 3位  | ケッコウカッコイイ       | ケッコウカッコイイ |
| 4位  | カッコイイ               | カッコイイ         |
| 5位  | カッコイイ               | カッコイイ         |
| 6位  | フツウ                   | フツウ             |
| 7位  | フツウ                   | ヤバイ             |
| 8位  | ヤバイ                   | ケッコウヤバイ     |
| 9位  | ケッコウヤバイ           | ブサイク           |
| 10位 | ブサイク                 | チョーブサイク     |
| 11位 | ブサイク                 | -                  |
| 12位 | チョーブサイク           | -                  |

モテ芸能人との交流戦
2016年の春スペシャルで実施。各種目（車庫入れ・パスタ・森星とのデート・DIY）ごとにキスマイから過去の同タイプのランキングが良かった3名が挑戦し、同じくその種目が得意な「モテ芸能人」2名と競う。
評価は通常同様100人アンケートでランク付け（森とのデートのみ本人の評価で決定）を行い、チョーカッコイイ（1位）獲得を目指す。2位以下は種目ごとの評価度合いによってケッコウカッコイイ（2位）・カッコイイ（3～4位）・フツウ（3～5位）・ヤバイ（4位）・ブサイク（5位）に分けられる。
いただきハイジャンプ × キスマイBUSAIKU!? 超合体フェス
『FNS27時間テレビフェスティバル!』で実施。バラエティ初共演となるHey! Say! JUMPとキスマイが「一大事」をテーマに対決する。進行は通常の佐野アナと田村淳（ロンドンブーツ1号2号）。
「プールにカッコよく飛び込んでアクセサリーを拾う」「デート前に浴びるカッコいいシャワー」ではHey!Say!・キスマイともに各対決で3人が参戦。通常回同様100人の女性が審査しランク付けし、上位3人はカッコイイゾーンとなり、1位100点、2位50点、3位30点が加算。4位以下はブサイクゾーンとなり、最下位（ブサイク）となった場合は-100点。
「ガチンコ水泳リレー勝負」では25m×4人の自由形リレーで対決。勝利したチームに100点。
最終ラウンドでは「真夏の一大事 生キスシチュエーション対決」として、「夏祭りで彼女の誕生日を忘れた時」「自宅で元カノの写真が見つかった時」の2つからルーレットで挑戦者とシチュエーションを決定し生で挑戦。100人の観客が持ち点1点×100人で採点し、順位を付ける。得点は倍となり、1位200点、2位100点、3位60点、最下位-200点。
結果はいただきハイジャンプチーム110点、キスマイBUSAIKUチーム310点でキスマイチームの勝利。
芸能人とのサプライズデート対決
2019年のお正月スペシャルから導入したキスマイBUSAIKUランキングの特別版。女優を驚かせるサプライズデートのプランを一般審査員100人とゲスト審査員10人（持ち点10点）に審査する。初回の2019年お正月スペシャルではフロントメンバー3人とゲストの横山だいすけ・長嶋一茂の5人が挑戦し、各々のサプライズでデート相手の女性芸能人にサプライズした。2019年7月のスペシャルでは北山と宮田が挑戦し、カッコイイスゴ技でデート相手のローラをサプライズする。審査面でも、デート相手のローラが持ち点100点で審査し、負けた方がデート代を支払うルールとなった。
時間と体力を使ったカッコイイスゴ技対決
2019年のお正月スペシャルから導入したキスマイBUSAIKUランキングの特別版。カッコイイスゴ技に挑戦し、自ら演出したドラマに合わせてスゴ技を披露する。初回の2019年お正月スペシャルでは舞祭組の4人が挑戦。2019年7月のスペシャルでは前回挑戦した横尾・二階堂・千賀に加え藤ヶ谷・玉森の5人が挑戦。披露するスゴ技は、得意分野をバージョンアップしたようなスゴ技（100キロのマグロ解体（1回目の横尾）、カーアクション（二階堂）、太鼓の達人のフルコンボ（宮田））や、上達するのに長期間要するスゴ技（ボウリングのトリックショット（2回目の横尾）、流鏑馬（藤ヶ谷）、スラックライン（水上綱渡り）（玉森））、危険を伴うスゴ技（ファイヤーアクション、空中ブランコ（いずれも千賀））などがある。もし、スゴ技が失敗した場合は、挑戦したメンバーが演出した理想のエンディングが失敗後に流れる。

### その他コーナー
キスマイよりカッコいい男子オーディション（レギュラー版 初期）
自薦他薦問わず投稿された、常に、あるいは何かをしている時はキスマイよりカッコいいかもしれない男子をキスマイ全員が判定。メンバーが「自分よりカッコいい」と思った場合はボタンを押し、全員がボタンを押すとキスマイよりカッコいい男子に認定される。
BUSAIKU!?メール（レギュラー版 初期）
メールの入力ミスに関する、視聴者からの投稿を紹介するコーナー。
ホメトラ -ホメル＆トライアル-（レギュラー版 末期～全国ネット版第1期）
特定の企業の女性たちが1人ずつ登場し、その人の褒められたいポイントが穴埋め形式で出題。1人ずつ褒められたいポイントを見抜いて時間内にその人をほめる。正解すれば「カッコイイ」と言われるが、不正解の場合は「ブサイク」と言われてしまう。人気ゲームアプリ「パズル&ドラゴンズ」のパロディコーナー。
また、キスマイへのドッキリと舞祭組への伝達を兼ねて最後の褒められたい人に中居が登場したこともあった。
キスマイチョイス（全国ネット版第1～2期）
恋愛でよくあるシチュエーションでの2択に対しどんな選択をするべきなのかをキスマイが当てるコーナー。ゲストのみならず、特定の職業の人を対象にして予想することもある。
なお、正解はあくまで「ゲスト個人の見解であること」が毎回コーナー終了時に注意される。
キスブサ"ドキッ"とアンケート（全国ネット版第2期）
その日のキスマイBUSAIKUランキングテーマに絡めたアンケートを20～30代の一般女性100人に調査し、その結果を発表するコーナー。
芸能人の恋愛お悩み相談 どっちが多いでSHOW（全国ネット版第2期）
ゲストの恋愛に関する悩みを2択にして女性100人にアンケート。アンケートの結果どちらが過半数かを予想する。
オトナ味の恋愛相談（超BUSAIKU!?初期）
玉森が司会を務める恋愛相談コーナー。女性100人の恋愛の悩みを調査し、キスマイメンバーやゲストが「オトナ味の恋愛の悩み」の相談に答え、玉森が最終的な決断を下す。
恋愛未解決事件（超BUSAIKU!? 2018年3月1日－2019年2月21日）
一般女性数名のインタビューで彼女らが経験した数々の恋愛未解決事件の中から気になる2件の恋愛未解決事件をキスマイメンバーが解決する。
キスブサ動画（超BUSAIKU!? 2019年5月16日－2020年4月16日）
キスマイメンバーが撮影し、メンバー考案の○○してみた動画を放送する企画。2019年8月29日の放送回には、玉森のドッキリとして、アン・マリーが出演した。
キスブサトーク（超BUSAIKU!? 2019年7月25日－2020年8月6日）
メンバーが週賛わりにMCを担当する企画。審査員の人とトークをする。最初はメンバー1人がMCを担当していたが、2020年6月11日の放送回からランキングに挑戦していないメンバー2人がMCを担当していた。
令和のブサイクな恋（超BUSAIKU!? 2020年8月13日－）
キスマイメンバーがさまざまなキャラクターを熱演するコントコーナー。相手役として女優陣も参加する。
話題のゲームをやってみよう！（超BUSAIKU!? 2021年6月3日から不定期）
この企画では、キスマイメンバーとゲストが様々なボードゲームに挑戦する。
ウソつきは誰だ？キスブサ ライアー7（超BUSAIKU!? 2022年4月8日から不定期）
キスマイメンバーが、世の中に実在する【気になるランキング】が書かれた紙を受け取り、その順番に座り中身を発表。しかし、7人がそれぞれ受け取った紙のうち、2枚が白紙…ということで、ウソをつかなければならない『ライアー』が2人いるというもの。何も書いていない紙を手にしたメンバーは、“それらしく”ランキング紹介に参加しているように装っている。ふたりのゲストは、誰がウソをついているのかを見破るべく、キスマイメンバーと心理バトルを繰り広げる。
キスマイのちょっと聞いてほしい話(2023年頃より)
番組終盤に挟まるキスマイメンバー7人のトーク。

### 特別企画
中居正広が伝えたい後輩へのありがとう
SMAPの元メンバーである中居正広が、今までの経験した事の中で少しでもプレゼントしたい事を自身の後輩であるKis-My-Ft2へロケを通してメッセージを送るという特別企画。しかし、本当の企画は、『中居正広ドッキリ緊急SP キスマイはヤラセするのか!?』という企画で、ドッキリを仕掛けたら、本当にメンバーはヤラセをするのかを検証した。ちなみに、北山以外のメンバーは全員ヤラセをした。
2017年6月26日・7月3日の2週連続で放送された。
女性のピンチを救うカッコいいヒーローは誰だ？
2020年1月1日に放送された「キスマイ超BUSAIKU!?VS三浦翔平＆工藤阿須加！イケメンNo.1決定SP」にて放送。2019年のブサイクランキングにて、特に順位が悪かった玉森、千賀、二階堂のためのブサイク救済企画。内容は、打ち合わせで会議室に呼ばれるが、仕掛け人の女性スタッフが、怖い先輩俳優の大切なジャケットにコーヒーをこぼしてしまう。拭くものを取りに部屋を出たところに、タイミング悪く戻ってくる先輩俳優。コーヒーまみれのジャケットを見て、メンバーに「君がやったのか」と問い詰め、メンバーが女性をかばい自ら罪を被るのかを検証するドッキリ。怖い先輩俳優役は、大友康平。見届け人として、宮田が外から現場の様子を見ていた。玉森、千賀、二階堂の順番で仕掛けたが、3人とも女性をかばった。しかし、同じ結果ではつまらないので、最後の二階堂には女性をかばった段階ではネタバラシをせずドッキリを続行。女性スタッフが戻ってきて、先輩俳優が激怒し、女性スタッフが泣いてしまう。そこで二階堂が、先輩俳優から女性スタッフを助けるかを追加検証した。二階堂は見事女性スタッフを助け、3人ともBUSAIKUを脱出した。
キスブサ名言クイズ
過去の名言＆迷言をクイズで出題し、個室のメンバー1人が答える。不正解数に応じて罰ゲーム。全6問正解すれば賞金10万円獲得する。新型コロナウイルスの世界的流行に伴うスタジオ収録の休止に伴い、2020年5月14日・21日・28日・6月4日の4週連続で放送された。
| 問題ミス | 罰ゲーム                             |
| -------- | ------------------------------------ |
| 1問ミス  | キュンとする一言を添えたキス顔       |
| 2問ミス  | TikTokの全力○○に挑戦                 |
| 3問ミス  | 今の気持ちを即興ラップ               |
| 4問ミス  | モノマネ披露（ジャニーズの先輩限定） |
| 5問ミス  | 運転免許証の写真を公開               |
| 全問ミス | 足つぼマットの上で新曲を披露         |

## 出演者
○のある人物は、最終出演時点でフジテレビアナウンサー。
MC
Kis-My-Ft2（アイドルグループ）
進行
佐野瑞樹○ - 番組上「フジテレビブサイクアナウンサー」と表記される。
ロケ現場での進行
佐久間みなみ○（2022年9月1日放送分のみ）- 「キスブサ抜き打ち旅in木更津」結婚式の友人代表に関する司会
大川立樹○(2022年10月27日放送分のみ) - 「なごや男子」リポーター
進行
伊藤利尋○ (2022年9月22日放送分、2022年10月20日放送分・2022年10月27日放送分)
特別ナレーター
大久保佳代子 (オアシズ) (2023年8月10日 - 2023年8月24日)

## ネット局

### 変遷
| 期間                                                  | 期間                                                  | 放送曜日             | 放送時間（日本時間）                    |
| ----------------------------------------------------- | ----------------------------------------------------- | -------------------- | --------------------------------------- |
| 2012年8月19日、9月2日 2013年1月27日、2月24日、3月24日 | 2012年8月19日、9月2日 2013年1月27日、2月24日、3月24日 | 日曜日（土曜日深夜） | 1:50 - 2:50（60分） 1:40 - 2:40（60分） |
| 2013年4月22日                                         | 2014年3月17日                                         | 月曜日（日曜日深夜） | 0:25 - 0:52（27分）                     |
| 2014年4月4日                                          | 2015年3月27日                                         | 金曜日（木曜日深夜） | 0:10 - 0:35（25分）                     |
| 2015年4月6日                                          | 2017年9月18日                                         | 月曜日               | 23:00 - 23:30（30分）                   |
| 2017年10月6日                                         | 2023年9月29日                                         | 金曜日（木曜日深夜） | 0:25 - 0:55（30分）                     |

## スタッフ
•=超より加入
- 構成:鈴木おさむ、石原健次、山内正之、大井達朗、中島光葉•
- TP:松本英士•
- SW:岩田一巳、小林孝至•（小林→以前はロケ技術）
- カメラ:森内一行、芳川和也•、片岡昂大•、神尾淳•、太田光•
- 音声:江川祐、獄はる菜•、小澤真琴•
- VE:山下将平、横川友之•
- 照明:安藤雅夫
- ロケ技術:羽鳥慎一郎（以前はCAM）
- 美術プロデュース:古川重人
- デザイン監修:鈴木賢太
- デザイン:安部彩
- 美術進行:西村貴則
- 大道具制作:松尾茂毅
- 大道具操作:村上公志
- 電飾:石井誠
- 装飾:百瀬貴弥
- アクリル装飾:日野邦彦
- メカニック:青木紀和
- 視覚効果:津田雅美
- 持道具:市橋理恵
- メイク:大島智恵美•
- スタイリスト:柴田圭
- 編集:西巻勇樹•、筒井啓介•
- MA:曽田玲衣奈•、八城志帆•
- 音響効果:長濵麻衣子、松長芳樹（松長→•）
- CGディレクター:木本禎子（以前はCGディレクター→CGデザイン）
- タイトルバック:笹生宗慶
- VFX:山口剛
- 3DCG:平山智則
- 技術協力:ニユーテレス、fmt（旧八峯テレビ、FLT）、スウィッシュ・ジャパン、e-naスタジオ、JAPAN MEDIA CREATE、factory（e-na〜fact→•）
- 美術協力:フジアール
- 写真提供：石垣空港ターミナル株式会社、湯布院温泉山のホテル夢想苑、七尾フィッシャーマンズ・ワーフ能登食祭市場、亜熱帯植物楽園 由布島、湯布院観光総合事務所、南きりしま温泉天空の森、湯布院観光総合事務所、石川県金沢城･兼六園管理事務室、絶景の離れ宿 月のうさぎ、（公社）屋久島観光協会、飛騨高山･観光人力車発祥の地ごくらく会、カフェ ラ・リューシュ、レストラン ル ミディ、株式会社はいむるぶし、屋久島観光センター、さっぽろスイーツカフェ運営協議会、宇奈岐日女神社、湯布院窯 蛍工房、おやど 二本の葦束、星野リゾート トマム、Organic Cafe M2 B-SPEAK、氣多大社、厨八十八、民宿 久松、島夢人、岐阜県白川村
- イラスト:ナカウチミカ（2014〜）、みふゆづき (2016 2/1、3/14、5/14)
- 編成:木月洋介•（2023年7月27日-、以前は演出→演出・プロデュース、プロデュース兼務は•→2021年7月-2023年6月まで監修）
- 広報:齋田悠（一時離脱→復帰）
- デスク:古賀美由紀、五十嵐玲子
- TK:海老澤廉子、高木美紀•
- 協力:ジャニーズ事務所
- 制作協力:BEE BRAIN
- 制作プロデューサー:栗原志帆、上妻奈央
- ディレクター:塩澤駿介、坪井一季•、高﨑壮•
- 演出:中嶋亮介（以前はディレクター）、登内翼斗（登内→•、一時離脱→復帰）
- プロデューサー:西敏也、竹岡直弘（竹岡→•）
- 監修:朝妻一•（2021年7月-、以前は2019年5月9日-2021年6月まではCP）
- ゼネラルプロデューサー:赤池洋文•（2021年8月26日-）
- チーフプロデューサー:黒木彰一（2021年7月-、2018年4月12日-6月7日は制作統括、2019年5月2日まではCP、2019年5月9日-2021年6月まではGP）
- 制作:フジテレビ編成制作局バラエティー制作センター（旧バラエティ制作センター→制作局第二制作センター→編成局制作センター第二制作室→編成制作局制作センター第二制作室）
- 製作著作:フジテレビ

### 過去のスタッフ
- 制作統括:浜野貴敏•（2019年9月26日-2020年9月24日）
- 構成:向山佳綱
- TP:高瀬義美
- カメラ:小池悟志
- 音声:小清水健治
- VE:齋藤雄一
- 美術プロデュース:井上明裕
- 大道具制作:前田かなこ
- 電飾:森智、田上淳子
- 装飾:山下正美
- メイク:丹澤由梨子
- 編集:吉川豪、伊藤栄梨、山﨑稔、松本建作、寺内太郎、星貴仁（寺内・星→•）
- MA:山岸慎一郎、小林由愛子、浜中美穂（浜中→•）
- 音響効果:小田切暁•
- 技術協力:IMAGICA、マルチバックス
- 編成:江花松樹（2019年9月5日-12月12日、2020年2月-2022年6月）、狩野雄太（2019年7月25日-8月29日・12月19日-2020年1月・2022年7月15日-2023年6月）、金子千紗都（2022年7月15日-2023年6月）
- 広報:瀧澤航一郎、橋(根)本智史、山本麻祐子（山本→2019年7月25日-11月28日）、池田綾子（池田→2019年12月5日-2022年6月）
- AP:小関悠介、森美沙•（森→2018年4月12日-）、原さなえ•
- FD:渡邉大喜•
- 制作協力:スペードワン（•）
- ディレクター：かわのけいすけ、石川祐樹、渡辺資、吉田悠太、萩原啓太、東隆志、金澤賢史、佐竹優希、寺田裕、常盤俊郎、谷村政樹•、植松裕介•、前田裕功、三ヶ尻龍之介•、佐々木崇人•、温井精一•
- 制作プロデューサー:大野真希（以前はAP）
- プロデューサー:笹川正平、和田健、河本晃典、上野貴央（上野→•）